# Sidse Babett Knudsen
Sidse Babett Knudsen ([ˈsisə babɛd ˈknusn̩], n. 22 noiembrie 1968, Copenhaga, Danemarca) este o actriță daneză  de teatru, televiziune și film.

## Filmografie

### Film
| An   | Titlu                              | Rol                    | Regizor                         | Note        |
| ---- | ---------------------------------- | ---------------------- | ------------------------------- | ----------- |
| 1997 | Let's Get Lost                     | Julie                  | Jonas Elmer                     |             |
| 1997 | Thérapie russe                     | Sidse                  | Eric Veniard                    |             |
| 1997 | En stille død                      | Sally                  | Jannik Johansen                 | Scurtmetraj |
| 1997 | Fanny Farveløs                     |                        | Natasha Arthy                   | Scurtmetraj |
| 1998 | Motello                            | Julie                  | Steen Rasmussen & Michael Wikke |             |
| 1999 | The One and Only                   | Sus                    | Susanne Bier                    |             |
| 1999 | Mifune's Last Song                 | Bibbi                  | Søren Kragh-Jacobsen            |             |
| 2000 | Mirakel                            | Mona Petersen          | Natasha Arthy (3)               |             |
| 2000 | Max                                | Sarah 'Max' Engell     | Trine Piil Christensen          |             |
| 2001 | Chop Chop                          | Rita                   | Niels Arden Oplev               |             |
| 2001 | Monas verden                       | Mona                   | Jonas Elmer (2)                 |             |
| 2002 | Drengen der ville gøre det umulige | Woman                  | Jannik Hastrup                  |             |
| 2003 | Se til venstre, der er en svensker | Katrine                | Natasha Arthy (4)               |             |
| 2003 | Dogville : The Pilot               | Grace                  | Lars von Trier                  | Scurtmetraj |
| 2004 | Villa Paranoia                     | Olga Holmgård          | Erik Clausen                    |             |
| 2004 | Fakiren fra Bilbao                 | Louise                 | Peter Flinth                    |             |
| 2004 | Bjørno & Bingo                     | Bingo                  | Sabine Ravn                     | Scurtmetraj |
| 2006 | After the Wedding                  | Helene Hansson         | Susanne Bier (2)                |             |
| 2007 | Til døden os skiller               | Bente                  | Paprika Steen                   |             |
| 2008 | Blå mænd                           | Lotte                  | Rasmus Heide                    |             |
| 2009 | Over gaden under vandet            | Anne                   | Charlotte Sieling               |             |
| 2009 | Æblet & ormen                      | Sylvia                 | Anders Morgenthaler & Mads Juul |             |
| 2010 | Parterapi                          | Puk Agerbo             | Kenneth Kainz                   |             |
| 2012 | Sover Dolly på ryggen ?            | Sandra                 | Hella Joof                      |             |
| 2014 | The Duke of Burgundy               | Cynthia                | Peter Strickland                |             |
| 2014 | Speed Walking                      | Lizzi                  | Niels Arden Oplev (2)           |             |
| 2015 | Courted                            | Ditte Lorensen-Coteret | Christian Vincent               |             |
| 2016 | 150 Milligrams                     | Irène Frachon          | Emmanuelle Bercot               |             |
| 2016 | Inferno                            | Elizabeth Sinskey      | Ron Howard                      |             |
| 2016 | A Hologram for the King            | Hanne                  | Tom Tykwer                      |             |
| 2017 | The Eternal Road                   | Sara                   | Antti-Jussi Annila              |             |

### Televiziune
| An        | Titlu                            | Rol                   | Regizor               | Note                      |
| --------- | -------------------------------- | --------------------- | --------------------- | ------------------------- |
| 1995      | Juletestamentet                  | Mercedes              | Nikolaj Cederholm     | 23 episoade               |
| 1996      | Charlot og Charlotte             | Helle                 | Ole Bornedal          | Mini-serial               |
| 1997      | Drengen de kaldte Kylling        | Mercedes              | Natasha Arthy         | Mini-serial               |
| 1997      | Taxa                             | Milla                 | Anders Refn           | 1 episod                  |
| 1997      | Gufol mysteriet                  | Weeping Woman         | Morten Lorentzen      | 1 episod                  |
| 1998      | Strisser på Samsø                | Hanne Jensen          | Eddie Thomas Petersen | 2 episoade                |
| 2004      | Proof                            | Nina Kutpreka         | Ciaran Donnelly       | 4 episoade                |
| 2010-2013 | Borgen                           | Birgitte Nyborg       | Jesper W. Nielsen     | 30 de episoade            |
| 2014      | 1864                             | Johanne Luise Heiberg | Ole Bornedal          | Mini-serial               |
| 2016      | Westworld                        | Theresa Cullen        | Jonathan Nolan        | 8 episoade                |
| 2017      | Philip K. Dick's Electric Dreams | Jill                  | Marc Munden           | Episodul: "Crazy Diamond" |

## Premii și nominalizări
| An   | Premiu                          | Categorie                            | Pentru lucrarea                    | Rezultat     |
| ---- | ------------------------------- | ------------------------------------ | ---------------------------------- | ------------ |
| 1998 | Bodil Award                     | Best Actress in a Leading Role       | Let's Get Lost                     | Câștigat     |
| 1998 | Robert Festival                 | Best Actress                         | Let's Get Lost                     | Câștigat     |
| 2000 | Bodil Award                     | Best Actress in a Leading Role       | The One and Only                   | Câștigat     |
| 2000 | Robert Festival                 | Best Actress                         | The One and Only                   | Câștigat     |
| 2002 | Bodil Award                     | Best Actress in a Leading Role       | Monas verden                       | Nominalizare |
| 2003 | Robert Festival                 | Best Actress                         | Se til venstre, der er en svensker | Nominalizare |
| 2006 | Bodil Award                     | Best Actress in a Leading Role       | After the Wedding                  | Nominalizare |
| 2006 | Robert Festival                 | Best Actress                         | After the Wedding                  | Nominalizare |
| 2006 | Rouen Nordic Film Festival      | Best Actress                         | After the Wedding                  | Câștigat     |
| 2006 | Zulu Award                      | Best Actress                         | After the Wedding                  | Câștigat     |
| 2008 | Zulu Award                      | Best Supporting Actress              | Blå mænd                           | Câștigat     |
| 2010 | Zulu Award                      | Best Actress                         | Parterapi                          | Câștigat     |
| 2012 | Monte-Carlo Television Festival | Outstanding Actress - Drama Series   | Borgen                             | Câștigat     |
| 2012 | International Emmy Award        | Best Actress                         | Borgen                             | Nominalizare |
| 2014 | Torino Film Festival            | Best Actress                         | The Duke of Burgundy               | Nominalizare |
| 2015 | Bodil Award                     | Best Actress in a Supporting Role    | Speed Walking                      | Nominalizare |
| 2015 | Robert Festival                 | Best Actress                         | Speed Walking                      | Câștigat     |
| 2016 | Premiul César                   | cea mai bună actriță în rol secundar | Courted                            | Câștigat     |
| 2017 | Premiul César                   | cea mai bună actriță                 | 150 Milligrams                     | Nominalizare |
| 2017 | Lumières Award                  | Best Actress                         | 150 Milligrams                     | Nominalizare |